# Macaco-narigudo
O macaco-narigudo (Nasalis larvatus) é um macaco da família dos cercopitecídeos, endêmico das florestas tropicais de Bornéu, o qual se encontra localizado no oceano Índico.

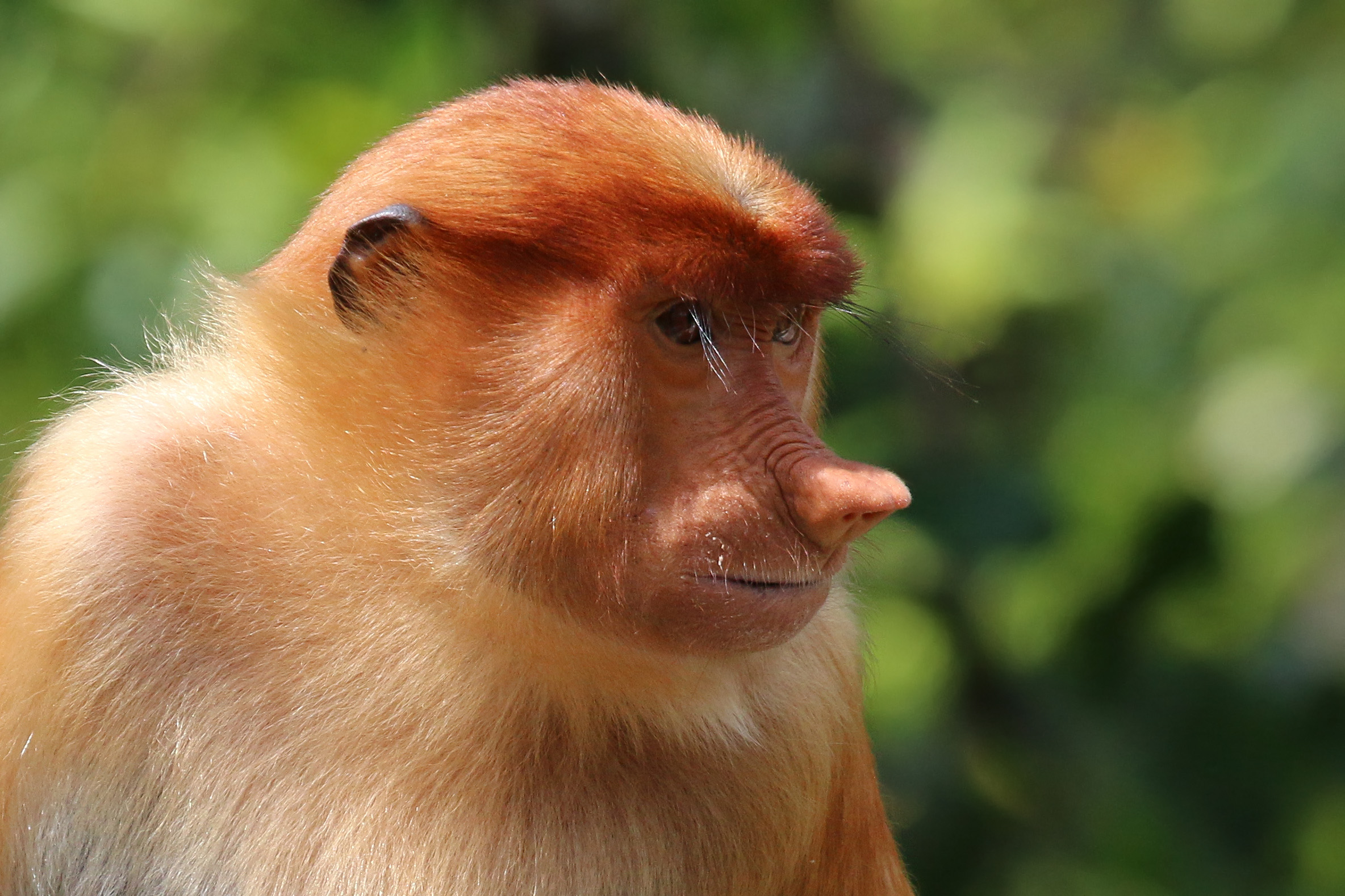
Animais de pelagem acastanhada, os quais chamam atenção pelo tamanho do seu nariz. Podem chegar de 60 a 70 cm de altura e chegar ao peso de até 23 kg (as fêmeas não pesam o mesmo valor, seu peso é inferior ao peso dos machos). (FOTO DE UMA FÊMEA)

Os macacos-narigudos passam bastante parte do tempo em árvores e, por vezes, no solo à procura de alimento. Seu habitat está sempre em torno de rios, pântanos e mangues. Seu nome popular deriva do fato dos machos possuírem um nariz longo e flexível. Seu nariz emite um som, o qual também atrai fêmeas na época de acasalamento. O formato do nariz amplifica o eco, porém apenas os machos apresentam o nariz saliente.
Estes animais são os primatas mais capacitados em nado, os animais já em idade adulta apresentam um nado com velocidade superior a dos crocodilos.
Cada macho narigudo dominante apresenta o seu próprio harém, com cerca de 2 a 7 fêmeas. E assim como os outros primatas, os macacos-narigudos também acasalam, mesmo que sem intenção de procriar.
Este animal é uma das maiores espécies de macacos da Ásia. É um animal omnívoro e alimenta-se de insetos, folhas, sementes e frutos verdes. Os seus habitats vêm sendo destruídos, o que tem contribuído para a sua extinção.